# Dundee Football Club 2011-2012
Questa voce raccoglie le informazioni riguardanti il Dundee Football Club nelle competizioni ufficiali della stagione 2011-2012.

## Rosa
| N. |                        | Ruolo | Calciatore      |
| -- | ---------------------- | ----- | --------------- |
|    | Scozia (bandiera)      | P     | Rab Douglas     |
|    | Scozia (bandiera)      | P     | John Gibson     |
|    | Scozia (bandiera)      | D     | Kyle Benedictus |
|    | Scozia (bandiera)      | D     | Gary Irvine     |
|    | Scozia (bandiera)      | D     | Neil McGregor   |
|    | Inghilterra (bandiera) | D     | Matt Lockwood   |
|    | Scozia (bandiera)      | D     | Craig McKeown   |
|    | Scozia (bandiera)      | D     | Connor Rennie   |
|    | Galles (bandiera)      | D     | Rhys Weston     |
|    | Scozia (bandiera)      | C     | Ross Chisholm   |
|    | Scozia (bandiera)      | C     | Ryan Conroy     |

| N. |                        | Ruolo | Calciatore        |
| -- | ---------------------- | ----- | ----------------- |
|    | Scozia (bandiera)      | C     | Jamie McCluskey   |
|    | Scozia (bandiera)      | C     | Stephen O'Donnell |
|    | Scozia (bandiera)      | C     | Nicky Riley       |
|    | Scozia (bandiera)      | C     | Graham Webster    |
|    | Scozia (bandiera)      | C     | Gavin Rae         |
|    | Scozia (bandiera)      | A     | Graham Bayne      |
|    | Inghilterra (bandiera) | A     | Jake Hyde         |
|    | Scozia (bandiera)      | A     | Leighton Mcintosh |
|    | Scozia (bandiera)      | A     | Steven Milne      |
|    | Scozia (bandiera)      | A     | Calum Elliot      |